# Matthias Bernhard Braun
Matthias Bernhard Braun (csehül Matyáš Bernard Braun, (Sautens, 1684. február 24. – Prága, 1738. február 15. ) osztrák származású szobrász, aki élete nagy részében Csehországban dolgozott; a cseh barokk szobrászat ismert mestere.

## Életpályája
Ausztriában, Innsbruck közelében született. Salzburgban tanult szobrászatot, majd Itáliában járt, ahol meglátogatta többek között Velencét, Bolognát és Rómát. Különösen a bolognai iskola hatott stílusára. 1710 előtt nyitott szobrászműhelyt Prágában. Megrendelést kapott – többek között – a Károly híd egyes szobrainak elkészítésére.
Prágában megházasodott, és olyan művészekkel dolgozott együtt, mint Jan Kryštof Liška festő, František Maxmilian Kaňka építész, író, vagy Johann Bernhard Fischer von Erlach.
 Legfontosabb mecénása František Antonín Špork gróf volt, akinek a megrendelésére Kuksban és a Kuks melletti Betlémben dolgozott.
Rokonok: Antonín Braun (unokaöccse)

## Művei

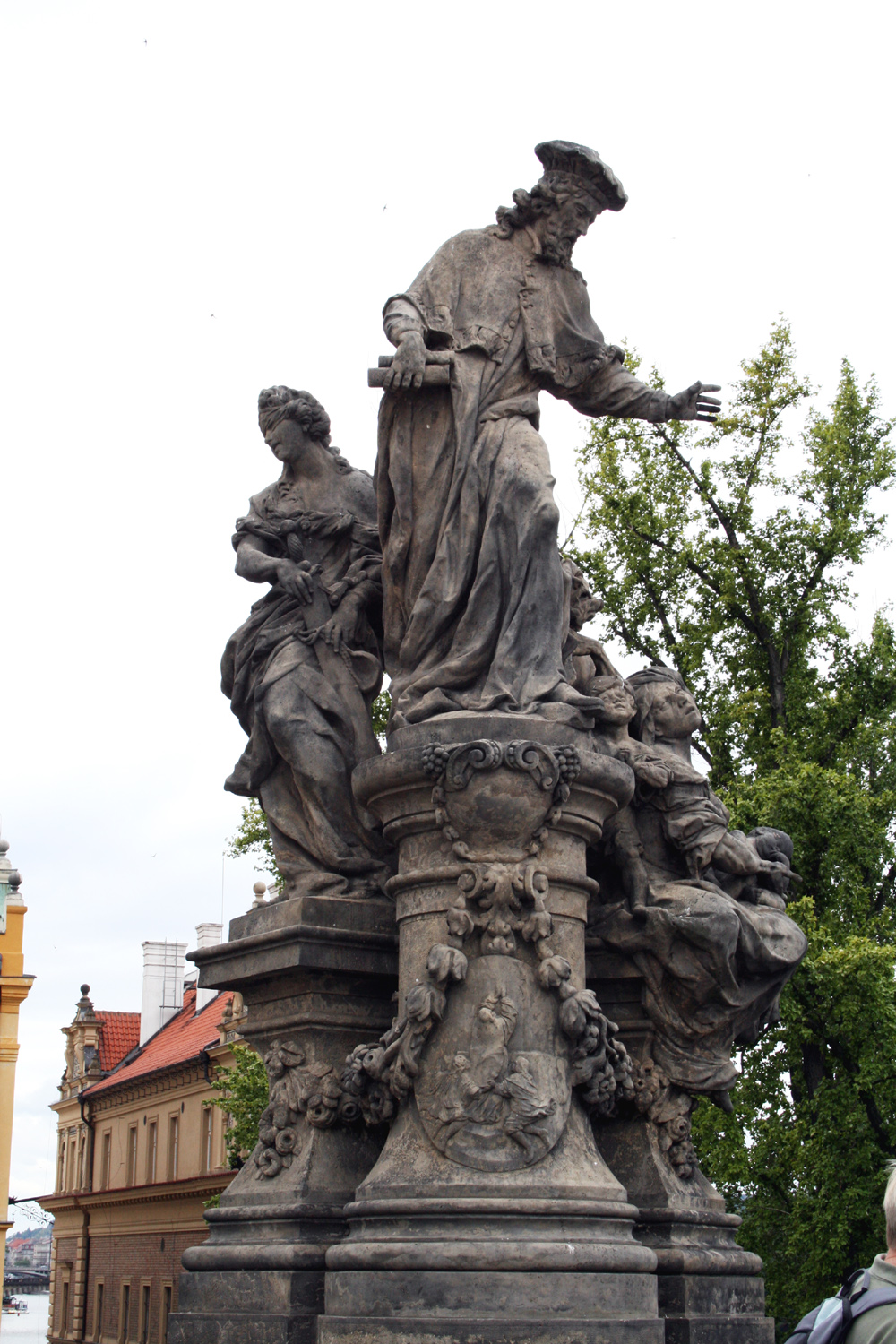
Szent Ivó, Károly híd
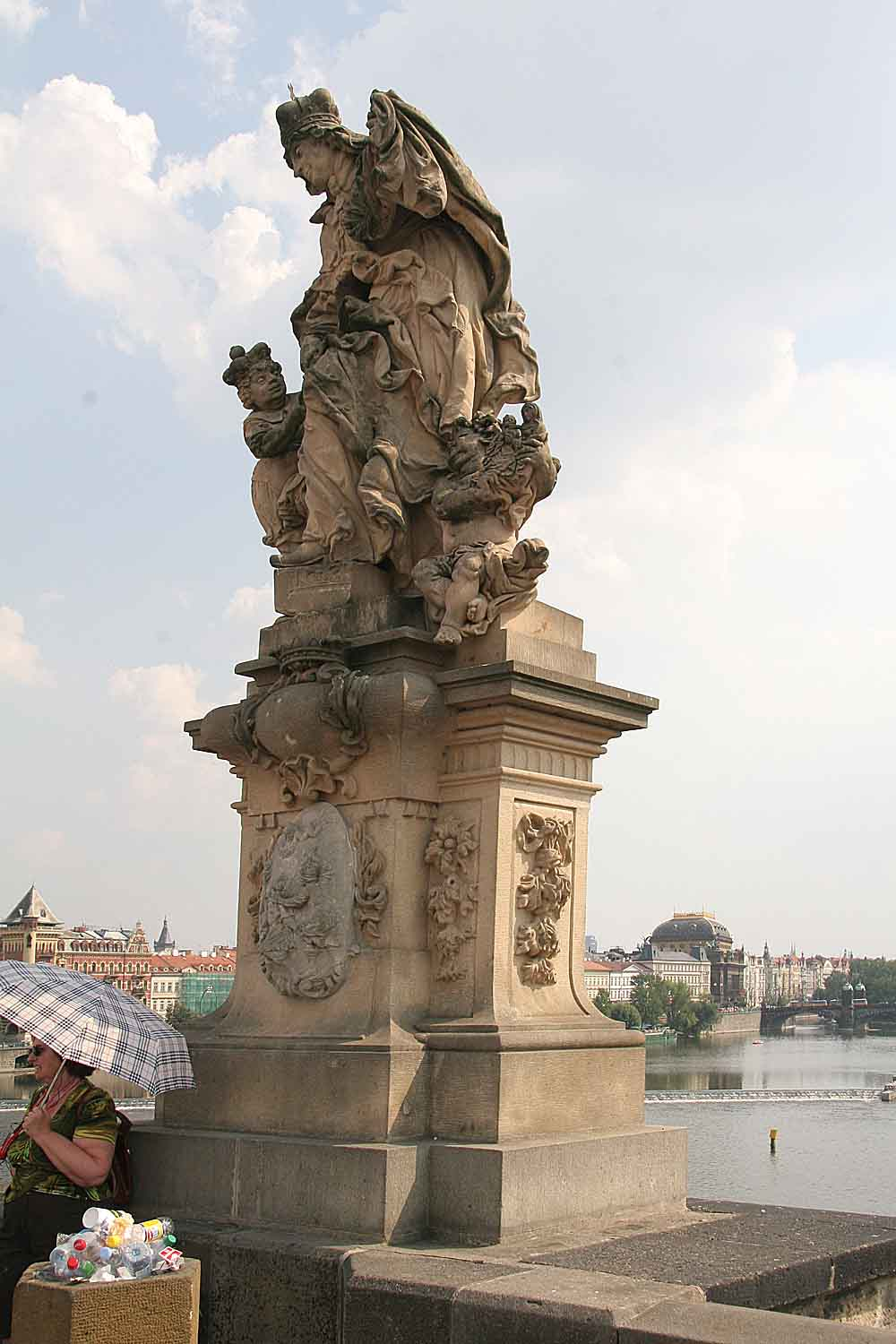
Szent Ludmilla a kis Václavval, Károly híd
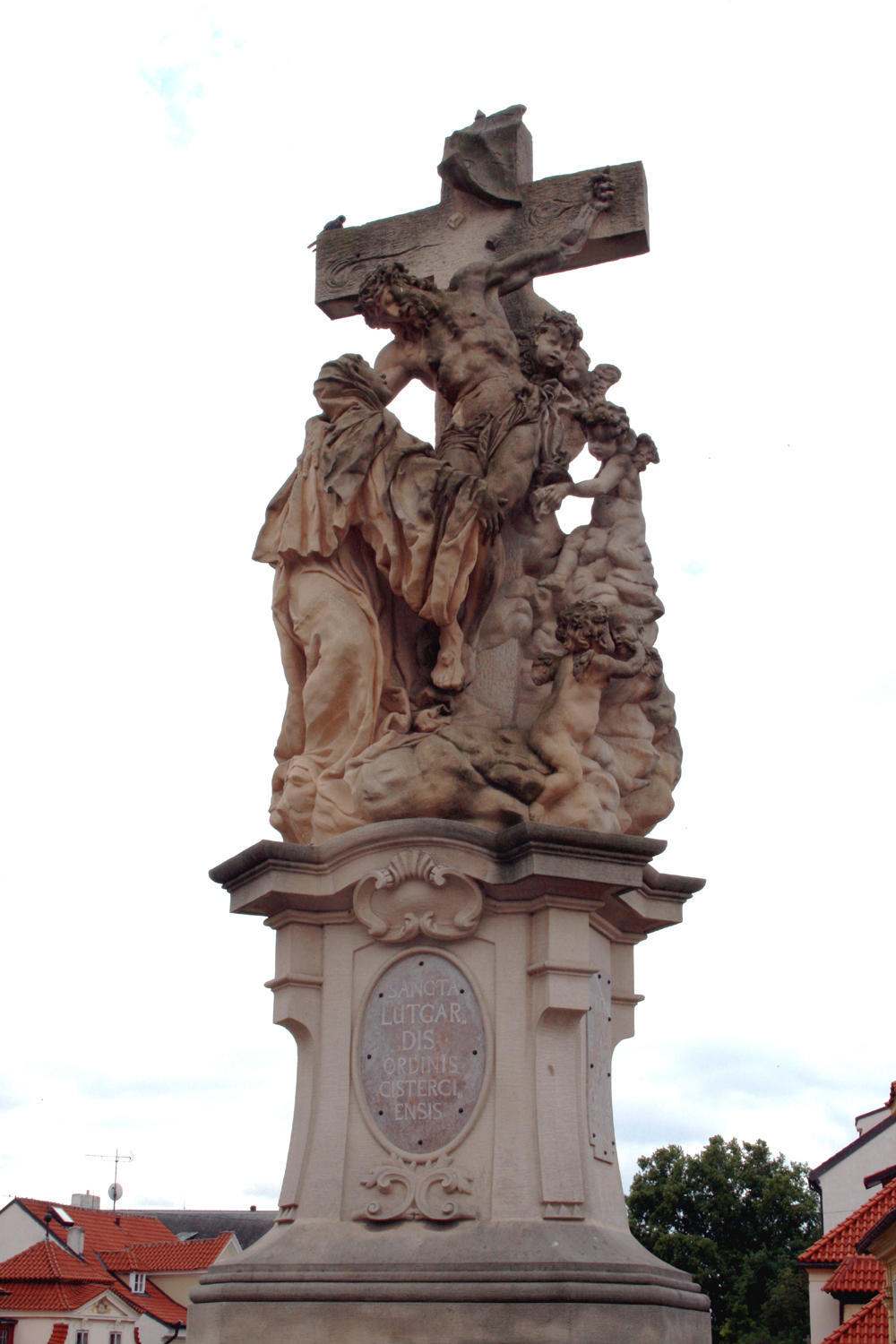
Szent Luitgard, Károly híd
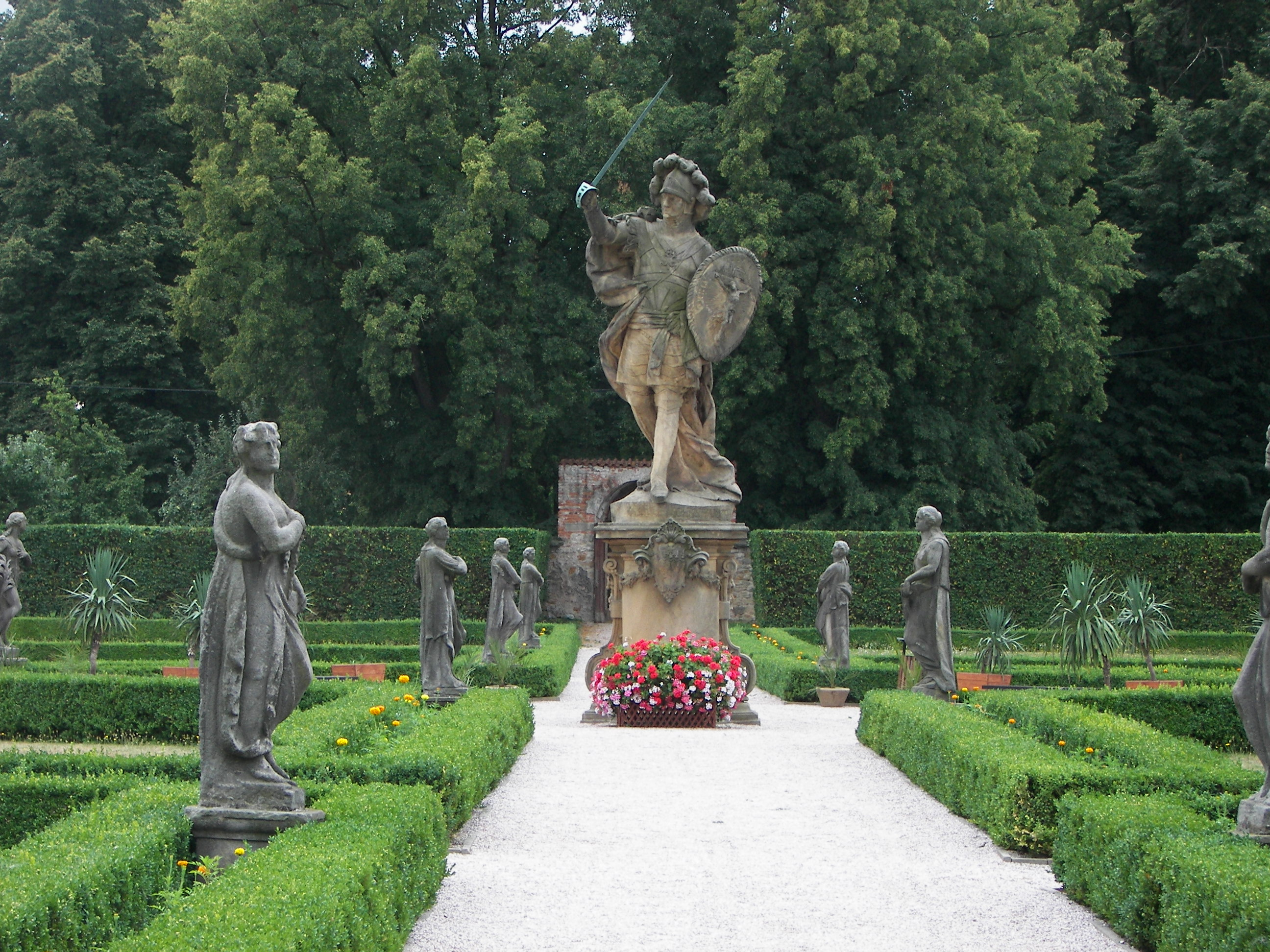
Nagy keresztes harcos a kórház kertjéből, Kuks
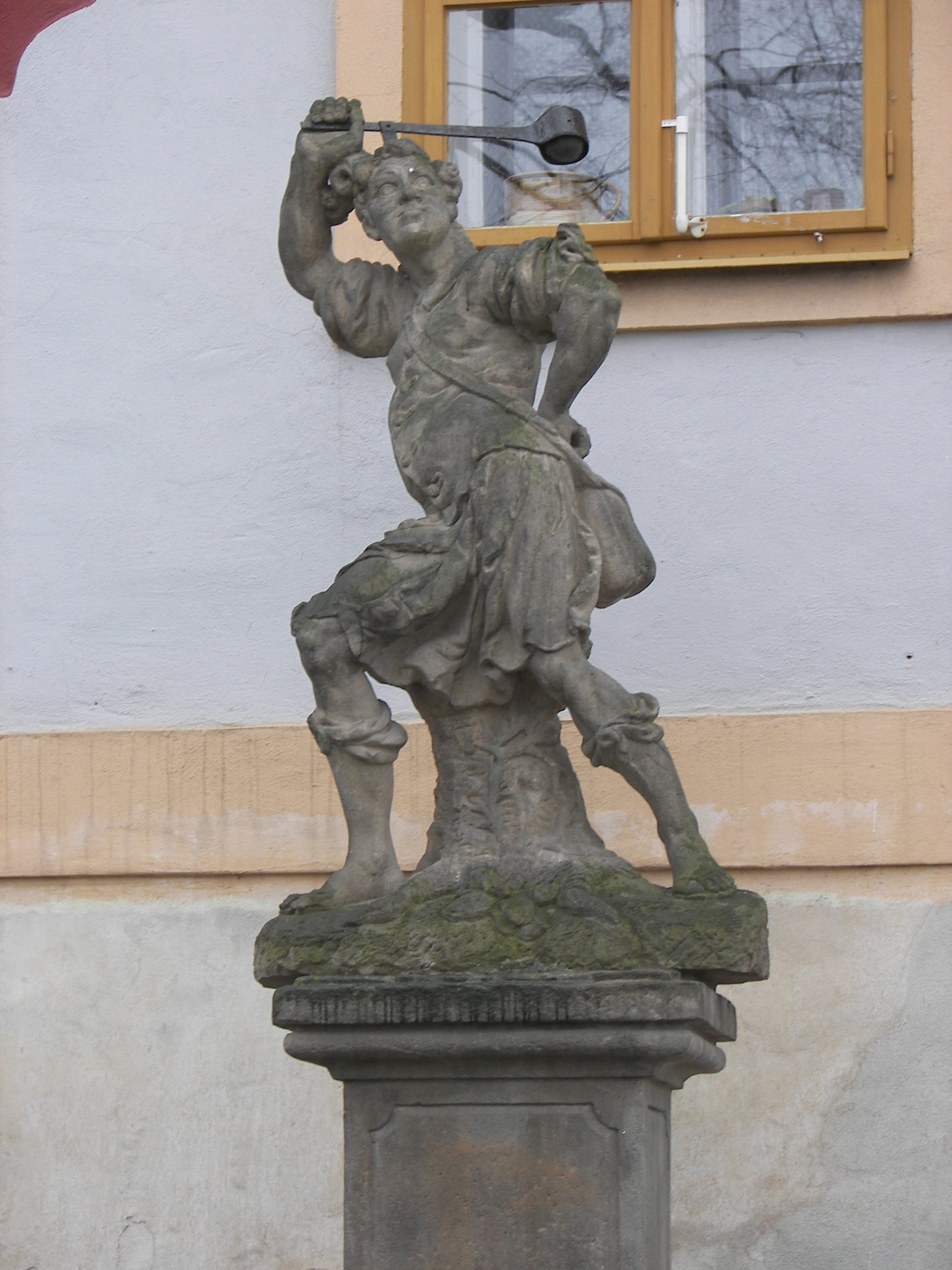
Dávid, Kuks.
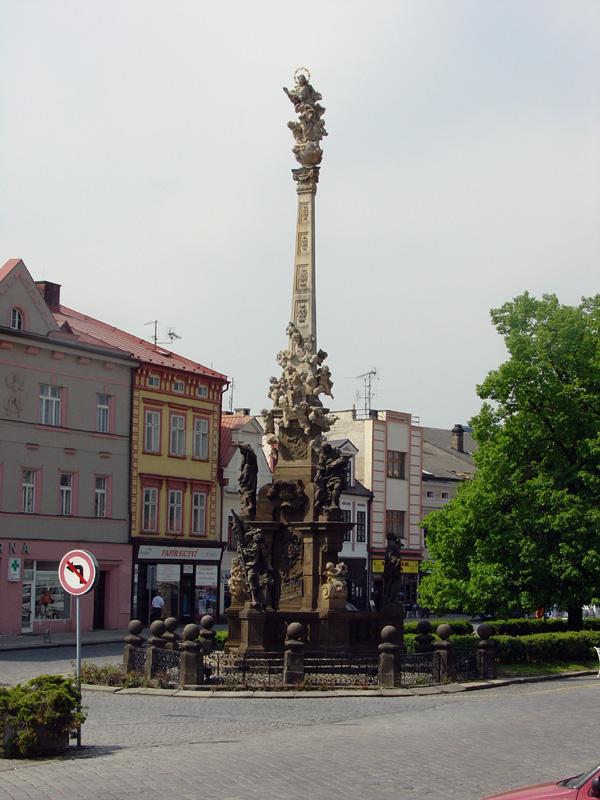
Jaroměř, oszlop M. Braun műhelyéből

### Csehországban
- Kuks, kastély
- Betlém u Kuksu
- Plasy, kolostor (fafaragás)
- Duchcov, kastély
- Konopiště, kastély
- Litomyšl, chrám Nalezení sv. Kříže
- Cítoliby, chrám sv. Jakuba Většího
- Cítoliby, a vár parkja
- Teplice, Szentháromság-oszlop

### Prágában
- Hartigov kert
- Vrtbov kert
- Király kert
- Černín-palota
- Schönpflug-ház
- Clam-Gallas palota
- Thunov palota
- Thurn-Taxis palota
- Vrtbov palota
- Szent Vitus-székesegyház (Šlik gróf síremléke)
- Szent Klement temploma Klementinumban
- A máltai lovagok „commendája” a leláncolt Szűz Mária-templomban

### Károly híd
- Szent Ivó, Károly híd
- Szent Ludmilla a kis Václavval, Károly híd
- Szent Luitgarda, Károly híd